# Paralephana jugalis
Paralephana jugalis là một loài bướm đêm trong họ Noctuidae.